# Diatraea veracruzana
Diatraea veracruzana là một loài bướm đêm trong họ Crambidae.